# Arlan L. Rosenbloom
Arlan L. Rosenbloom – doktor medycyny, emerytowany profesor Wydziału Pediatrii Kolegium Medycyny Uniwersytetu na Florydzie. Wyróżniony nagrodą Distinguished Physician Award za wkład w rozwój endokrynologii klinicznej i pediatrii.

## Życiorys
Na University of Florida przybył jako założyciel endokrynologii dziecięcej w 1968 roku. Awansował z adiunkta na profesora nadzwyczajnego w 1971 roku, na profesora zwyczajnego w 1974 roku. Jest autorem ok. 350 artykułów i 80 rozdziałów i podręczników z zakresu problemów rozwoju człowieka i zaburzeń, przede wszystkim występowania cukrzycy. Głównym jego wkładem była analiza znaczenia poziomu insuliny w okresie dzieciństwa i dowód wystąpienia anomalii w jej poziomie przed wystąpieniem cukrzycy typu 1 u dzieci. Był także pierwszym, który opisał ograniczoną ruchliwość stawów jako częsty wczesny objaw cukrzycy u dzieci i powiązał ją z wysokim ryzykiem rozwoju cukrzycy w dalszym stadium rozwoju. Zajmował się także kwestią pediatrii w sądownictwie.
Pracownik Uniwersytetu na Florydzie od 1968 roku, założyciel wydziału pediatrii i jego dyrektor do roku 1994. Autor stanowego programu pomocy dzieciom i młodzieży z cukrzycą.